# Canthon melanus
Canthon melanus là một loài bọ cánh cứng trong họ Bọ hung (Scarabaeidae).